# Victor Zsasz
Victor Zsasz, conosciuto anche come il Signor Zsasz (Mr. Zsasz in originale), è un personaggio dei fumetti creato da Alan Grant e Norm Breyfogle nel 1992, che debuttò nel primo albo della serie Batman: Shadow of the Bat, pubblicata da DC Comics. Zsasz è un sadico e psicopatico serial killer e nemico di Batman che è solito uccidere con un coltello, ed incidersi una cicatrice su tutto il corpo per ogni vittima.
Il nome del personaggio deriva da quello dello psichiatra statunitense Thomas Szasz.

## Biografia del personaggio
Dopo esser caduto in depressione a causa della morte dei genitori, il venticinquenne Victor Zsasz arriva a dilapidare il suo patrimonio in scommesse e gioco d'azzardo. In una calda notte d'estate arriva a giocare ciò che resta delle sue ricchezze in una partita a poker con il Pinguino sperando di "ritrovare il denaro dei suoi genitori e la felicità". Non riesce nel suo intento e il Pinguino (probabilmente imbrogliandolo) distrugge le sue ultime speranze. Piangendo e distrutto per aver perso ogni cosa, arriva quasi a suicidarsi, ma prima di buttarsi da un ponte viene avvicinato da un barbone con l'intenzione di rapinarlo, e minacciato con un coltello. Fissandolo negli occhi però, Zsasz comprende come, in una vita senza alcun significato, lui possa "liberare" le persone, uccidendole.

## Personalità
Victor Zsasz è uno dei serial killer più sadici, psicopatici, sanguinari, violenti e pericolosi di Gotham City. Sebbene non sia paragonabile ai consueti supercriminali come abilità e superpoteri, Zsasz non è da sottovalutare. La sua imprevedibilità lo rende un soggetto estremamente difficile da trovare, motivo per cui sono necessarie le doti del miglior detective del mondo (Batman) per poterlo catturare. È di natura estremamente violenta oltre che sociopatico, schizofrenico e nichilista, il che potrebbe farlo paragonare al Joker. Zsasz nei fumetti è raffigurato come un killer che ama uccidere e vive per uccidere con gioia sadica. Ogni volta che uccide una vittima, si taglia con un coltello in una parte del corpo, un segno per tenere conto degli omicidi. Di conseguenza, è ricoperto di tagli autoinflitti a testimoniare l'elevato numero di vittime. Nei fumetti è stato affermato da Batman che Zsasz è pericoloso anche se incosciente o in coma; il suo corpo, se toccato o particolarmente vicino a lui, è in grado di uccidere una persona comunque, come se avesse un innato istinto da predatore. A livello fisico Zsasz ha una forza superiore alla media, paragonabile a quella di un buon atleta, ed è particolarmente agile, flessibile e veloce, in particolare nella corsa e nell'attaccare le sue vittime. Anche se solitamente privilegia aggredire le proprie vittime con un taglio alla gola ricorrendo a diversi tipi di pugnali, Zsasz porta con sé anche altre armi, adatte al lancio, che sa usare con destrezza. Zsasz per gli esseri umani è estremamente pericoloso anche se disarmato, infatti viene tenuto per sedici ore al giorno, in isolamento, rinchiuso all'interno di un contenimento d'acciaio. Anche in isolamento, Zsasz ha ideato un suo allenamento isometrico per rafforzare le proprie prestanze fisiche. Zsasz oltre che essere raffigurato come un perfetto predatore, molto prestante fisicamente e molto esperto nell'utilizzo delle armi da taglio, è anche estremamente intelligente, definito come una "brillante mente criminale". È in grado di ragionare e creare piani, sia di fuga che di assassinio in modo molto veloce. L'unico scopo di vita di Zsasz è quello di uccidere più persone possibili e non segue schemi particolari riguardo alle sue prede, non fa distinzioni, può uccidere sia donne che uomini di età e aspetto differente.

## Altri media

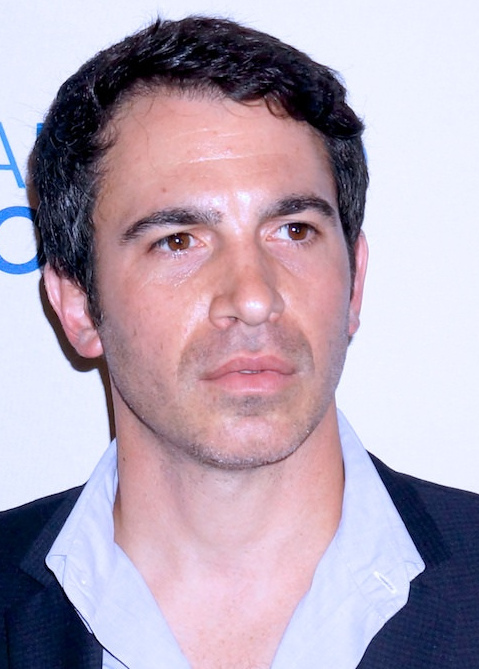
Chris Messina interpreta Victor Zsasz in Birds of Prey e la fantasmagorica rinascita di Harley Quinn

### Cinema
- Zsasz è presente come antagonista minore nel film di Christopher Nolan Batman Begins (2005), ed è interpretato da Tim Booth; nella pellicola, il personaggio viene presentato come uno sgherro del boss Carmine Falcone, e rinchiuso ad Arkham, è tra coloro che fuggono durante l'attacco di Ra's al Ghul a Gotham, mentre stava cercando di uccidere Rachel Dawes e un bambino con un coltello, ma viene steso e fermato da Batman.
- Zsasz è apparso come antagonista secondario nell'ottavo capitolo cinematografico del DC Extended Universe Birds of Prey e la fantasmagorica rinascita di Harley Quinn (2020), interpretato da Chris Messina. Nel film, è alleato e braccio destro del malvagio signore del crimine di Gotham City, Maschera Nera.

### Televisione
- Zsasz compare nella serie televisiva Gotham, dov'è interpretato da Anthony Carrigan.
- Il personaggio compare nella serie animata Harley Quinn.
- Zsasz compare nella serie televisiva Batwoman, interpretato da Alex Morf.

### Videogiochi
Victor Zsasz appare nei seguenti videogiochi:
- Batman: Dark Tomorrow, sviluppato da HotGen (2003)
- Batman Begins, sviluppato da Eurocom (2005)
- LEGO Batman: Il videogioco, sviluppato da Traveller's Tales (2008) (solo nella versione per Nintendo DS)
- Batman: Arkham Asylum, sviluppato da Rocksteady Studios (2009)
- DC Universe Online, sviluppato da Sony Online Austin (2011)
- Batman: Arkham City, sviluppato da Rocksteady Studios (2011)
- LEGO Batman 2: DC Super Heroes, sviluppato da Traveller's Tales (2012)
- Batman: Arkham Knight, sviluppato da Rocksteady Studios (2015)
- Batman: The Telltale Series, sviluppato dalla Telttale Games (2016)